# G17 Plus

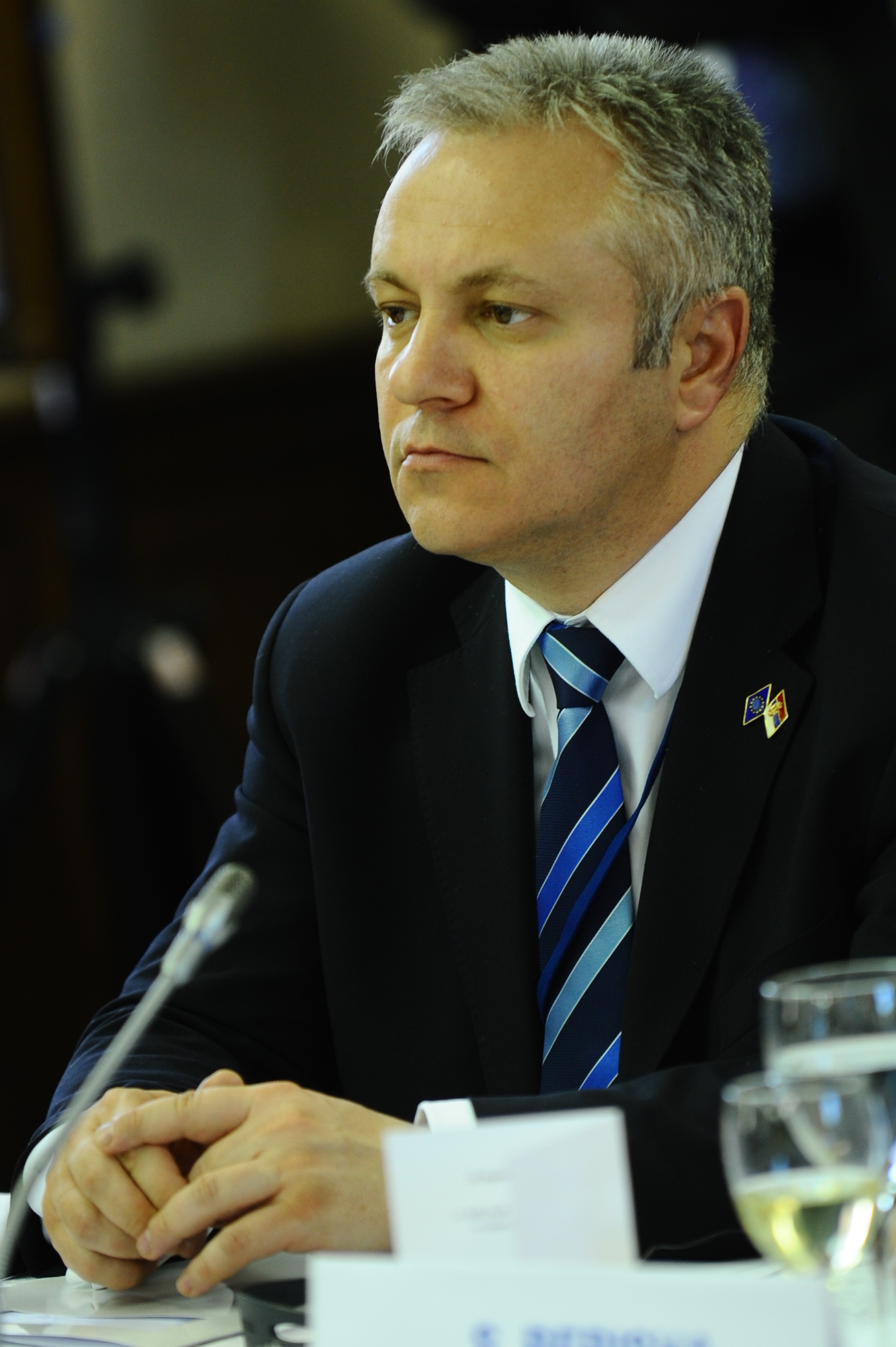
Mlađan Dinkić, leader del partito dal 2006 al 2013

G17 Plus (in serbo Г17 плус) è stato un partito politico serbo, attivo dal 2002 fino al 2013, quando è confluito in Regioni Unite di Serbia.

## Storia
G17 nasce nel 1997 come organizzazione non governativa (ONG), che raccoglieva 17 intellettuali ed esperti, che si impegnavano per assicurare una rinascita economica e culturale alla Serbia. Nel 2002 Miroljub Labus, leader del gruppo, chiede ed ottiene che lo stesso diventi un partito politico. La vittoria alle elezioni politiche del 2000 dell'Opposizione Democratica Serba (ODS), con il 64% dei consensi, aveva ben fatto sperare il popolo serbo, dopo i governi di Slobodan Milošević del Partito Socialista di Serbia (1991-1999). Le divisioni tra il Partito Democratico (DS, socialdemocratici) ed il Partito Democratico di Serbia (DSS, nazionalisti moderati) fecero, però, già nel 2001 emergere le differenze nel campo democratico.
G17, pertanto, si pose come una nuova formazione politica desiderosa di avvicinare il più possibile la Serbia agli standard economici e democratici europei. Alle politiche del 2003, G17 presentò una lista insieme al Partito Social Democratico. La Lista ottenne un inatteso 11,5% dei consensi ed elesse 34 deputati su 250, 31 dei quali andarono a G17. G17 entrò, così, a far parte del governo guidato da Vojislav Koštunica del DSS e sostenuto anche dai conservatori del Movimento del Rinnovamento Serbo - Nuova Serbia. Mlađan Dinkić è l'attuale portavoce del partito.
Alle presidenziali del 2004, Dragan Maršićanin, candidato dei partiti di governo (quindi anche di G17) alla Presidenza della Repubblica ottenne appena il 13,3% dei voti, posizionandosi al quarto posto, dopo Boris Tadić del DS, 27,7% (eletto Presidente al ballottaggio), Tomislav Nikolić del Partito Radicale Serbo, 30% (sconfitto al ballottaggio) e Bogoljub Karić 18,2%, indipendente del "Gruppo BK". Le presidenziali dimostrono la scarsa tenuta elettorale della coalizione di governo. A ciò si aggiunsero le critiche per la mancata cattura del generale serbo-bosniaco Ratko Mladić. Questa situazione portò il G17 ad uscire dal governo nel 2006.
Alle politiche del 2007, G17 calò al 6,8% dei suffragi, eleggendo 19 seggi (15 in meno). Il forte calo dei liberal-conservatori fu dovuto all'incremento dei liberal-riformisti del Partito democratico. Molti elettori filo-occidentali, infatti, videro il DS come la migliore alternativa al Partito Radicale Serbo, ultra-nazionalista.
Alle elezioni anticipate del 2008, G17+, DS e Movimento Rinnovamento Serbo si sono presentati in una lista unitaria, che ha ottenuto il 38,4% dei voti e che ha permesso ai liberal-conservatori di eleggere ben 24 deputati. G17+ è entrato a far parte del nuovo governo insieme a: DS, Movimento Rinnovamento Serbo, Partito Socialista di Serbia, pensionati (PUPS), Lega dei Socialdemocratici della Vojvodina, Serbia Unita, Insieme per Kragujevac, Movimento dei Serbi Veterani.
Alle elezioni parlamentari del 2012, G17+ si è presentato con il movimento Insieme per la Šumadija e altri movimenti regionali nella coalizione Regioni Unite di Serbia. La coalizione ha ottenuto il 5,2% e 16 seggi di cui 11 sono di G17+ 13 in meno rispetto al 2008. Nonostante la batosta elettorale G17+ riesce ad entrare nel nuovo governo guidato da Ivica Dačić ed ottiene tre ministri.

## Ideologia
G17 era un partito moderato liberale, membro del Partito Popolare Europeo. G17 punta molto sulla riduzione dell'intervento statale in economica e sull'incentivare la libera iniziativa individuale. Ad iniziative tendenti alla tutela delle tradizioni e della cultura serba, G17 affianca il deciso sostegno all'ingresso della Serbia nell'Unione europea.